# Pädagogische Hochschule Berlin
Die Pädagogische Hochschule Berlin (kurz PH Berlin) war von 1948 bis 1980 eine Pädagogische Hochschule in West-Berlin.

## Geschichte
Die Pädagogische Hochschule wurde 1946 noch für Groß-Berlin gegründet, so wollten es Berliner Bildungspolitiker aller Parteien und die „kooperierenden vier Besatzungsmächte“. Nach ihrer durch den Kalten Krieg, Währungsreform und Berlin-Blockade bedingten administrativen Aufspaltung in eine westliche und eine östliche Institution siedelte am 6. Dezember 1948 eine Hälfte der Hochschule von Berlin-Mitte (Sowjetischer Sektor) nach Berlin-Lankwitz (Amerikanischer Sektor) um. Auf die Teilung reagierte Direktor Wilhelm Blume mit seinem Rücktritt. In Ost-Berlin ging die Lehrerbildung zuerst auf die Humboldt-Universität zu Berlin über, dann ab 1951 teilweise auf die Pädagogische Hochschule Potsdam.
Direktor Wilhelm Richter stärkte die weitere Entwicklung bis zum vom 1. Januar 1959 an wirksamen Gesetz, dass die Pädagogische Hochschule offiziell zur wissenschaftlichen Hochschule mit einer Rektoratsverfassung erhoben wurde. Während der Amtszeit von Rektor Adolf Schwarzlose wurde „das auf die Anregung Paul Heimanns zurückgehende […] Didaktikum“ als einem obligatorischen Studiensemester zur Unterrichtsübung, didaktischen Analyse und wissenschaftlichen Durchdringung institutionalisiert.
Ab 1969 wandelte sich die Hochschule unter der Leitung des Rektors Walter Heistermann, so dass sie in einigen Bereichen Promotions- (1975) und Habilitationsrecht erlangte. 1970 der Westdeutschen Rektorenkonferenz (WRK) beigetreten, wurde der Hochschule 1975 ihr volles Stimmrecht zuerkannt.
Die ab 1970 beständig gestiegene Anzahl von vollimmatrikulierten Studierenden führte konsekutiv zu einem starken Anstieg der Landeszuschüsse, Etatmittel für Sachausgaben, Personalkosten und Investitionen. Mit einem Zuschussbedarf von 38.667.000 DM lag der Etat der Hochschule 1979 an der Spitze aller Pädagogischen Hochschulen in Deutschland.
1980 wurde die PH Berlin aufgelöst. Die einzelnen Fachbereiche wurden auf die Freie Universität Berlin, die Technische Universität Berlin sowie die Hochschule der Künste Berlin aufgeteilt; letztere ging später in der Universität der Künste Berlin auf. Die Hochschule befand sich an der heutigen Malteserstraße (bis 1960 Marienfelder Straße) in Berlin-Lankwitz; der dortige Campus wird heute von der Freien Universität genutzt.
Die Bibliothek der Hochschule stellte die Hauptprovenienz der Bereichsbibliothek Erziehungswissenschaft, Fachdidaktik und Psychologie der FU Berlin dar, deren Bestand 2015 in die Campusbibliothek Natur-, Kultur- und Bildungswissenschaften, Mathematik, Informatik und Psychologie überführt wurde. In der Malteserstraße 74–100 befindet sich die Shaul-B.-und-Hilde-Robinsohn-Bibliothek, kurz Robinsohn-Bibliothek, die insbesondere die Schriften von Saul B. Robinsohn erhält, pflegt und verbreitet.

## Rektoren
- Wilhelm Blume 1946–1948
- Ernst Lindenborn (komm.) 1948–1949
- Wilhelm Richter 1949–1959[11]
- Walter Heistermann 1959
- Adolf Schwarzlose 1960–1962
- Herbert Meschkowski 1962–1964
- Herbert Michaelis 1964–1968
- Günter Hartfiel 1968–1969
- Walter Heistermann 1969–1980[12]

## Hochschullehrer
siehe Kategorie:Hochschullehrer (Pädagogische Hochschule Berlin)

## Bekannte Absolventen
- Elfi Jantzen (* 1954), Politikerin Bündnis 90/Die Grünen
- Olaf-Axel Burow (* 1951), Pädagoge, Professor für Allgemeine Pädagogik
- Manfred Günther (* 1948), Schulpsychologe und Sozialarbeitswissenschaftler
- Reinhard Stollreiter (* 1936), Chorleiter, UdK-Hochschullehrer
- Jürgen Stroech (1930–2023), Bibliothekar und Historiker
- Wolfgang Heinrich (1928–2020). Maler und Grafiker